# 下員林
下員林，是臺灣臺中市大雅區的一個傳統地域名稱，位於該區中部偏東北。相較於今日行政區，其範圍大致為員林里西南大半部。

## 歷史
台灣清治末期至日治初期，下員林地區為一街庄，稱為「下員林庄」，隸屬於捒東下堡。該庄西北與六張犁庄、山皮庄為鄰，東北與上員林庄為鄰，東南邊為上楓樹腳庄，南邊為垻雅街，西南邊為上橫山庄。
1901年（日治明治三十四年）11月，全台廢縣廳改設二十廳，該庄隸屬於臺中廳。1903年（明治三十六年）6月，該庄編入「埧雅區」，仍隸屬於臺中廳。1909年（明治四十二年）10月，合併二十廳為十二廳，埧雅區隸屬不變。1920年（大正九年），全台地方制度大改正，廢十二廳改設五州二廳，該庄改制為「下員林」大字，隸屬於臺中州豐原郡大雅庄。
戰後大雅庄改制為大雅鄉，隸屬於臺中縣，大字亦改制為村。1950年10月，中、彰、投分治，大雅鄉仍隸屬臺中縣。2010年12月，臺中縣市合併為直轄臺中市，大雅鄉改制為大雅區，村亦改制為里。

## 聚落
本地區有下員林、雅環大鎮社區等聚落。

## 交通
省道台10線（中清路四段、民生路二段）是臺中港至豐原的幹道，大致先以西北—東南走向經過下員林地區西南部邊界地帶，再以西南—東北走向經過下員林地區東南端。由該道路西段西側向西北可前往沙鹿、清水並止於省道台17線路口，東段東側向東北可前往上楓樹腳、社口、大社、社皮、豐原市區西側並止於省道台13線路口；兩段路交會於大雅市區。
區道中79線（三民路、三民南路、神林路）是舊莊至大雅的道路，其南側端點位於本地區東南端邊界處的省道台10線路口。由此向北北東轉北北東蜿蜒而行，出境後可前往上員林、神岡、圳堵、大突寮、楊厝寮地區東部的舊庄聚落南側並止於區道中73線路口。

## 學校
- 大明國小